# Neoplocaederus bicolor
Neoplocaederus bicolor là một loài bọ cánh cứng trong họ Cerambycidae.